# Arnö kyrka
Den här artikeln handlar om Arnö kyrka på Arnö i Mälaren. För den kyrka som ligger i stadsdelen Arnö i Nyköping, se Sankta Katarina kyrka, Nyköping.
Arnö kyrka är en kyrkobyggnad på Arnö i Mälaren. Den är ingen församlingskyrka utan ägs och förvaltas av Riksantikvarieämbetet sedan 1957. Före 1943 utgjorde Arnö egen församling och socken.

## Kyrkobyggnaden
Kyrkan uppfördes som gårdskyrka till öns huvudgård Arnöberg. Kyrkans äldsta delar härrör troligen från 1200-talet. Kyrkan består av ett långsträckt långhus med ett vapenhus från 1647 mitt på södra sidan. Vid norra sidan finns en sakristia. Vid långhusets östra sida finns ett tresidigt kor som tillkom vid mitten av 1570-talet. Omkring år 1700 förlängdes kyrkan åt väster med två travéer.
Sydost om kyrkan står klockstapeln från 1726.

## Inventarier
- Dopfunten är tillverkad på 1400-talet av singömarmor.
- Altaruppsatsen är skänkt till kyrkan 1736.
- Predikstolen, som anskaffades 1761, är tillverkad av Olof Gerdman, Stockholm.
- I kyrkan finns en orgel som än idag drivs av orgeltrampare.

### Orgel
Orgeln byggdes 1828 av Pehr Zacharias Strand, Stockholm. Den är mekanisk med slejflåda och har ett tonomgång på 54/18.
| Manual           | Pedal   |
| Principal 8' B/D | Bihängd |
| Fugara 8' D      |         |
| Gedagt 8'        |         |
| Oktava 4' B/D    |         |
| Fleut 2'         |         |

## Bildgalleri

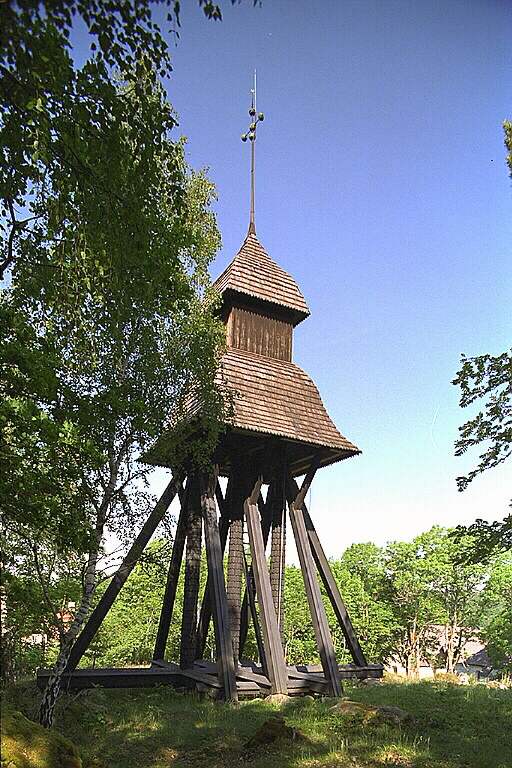
Klockstapeln
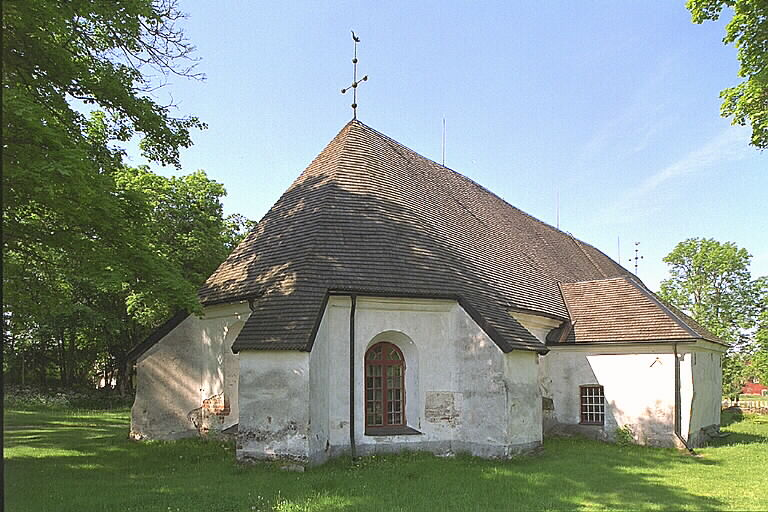
Kyrkan från öster
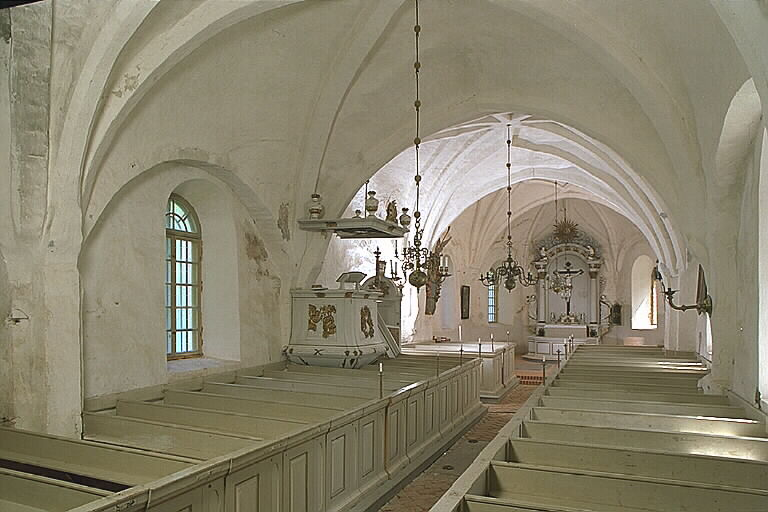
Interiör
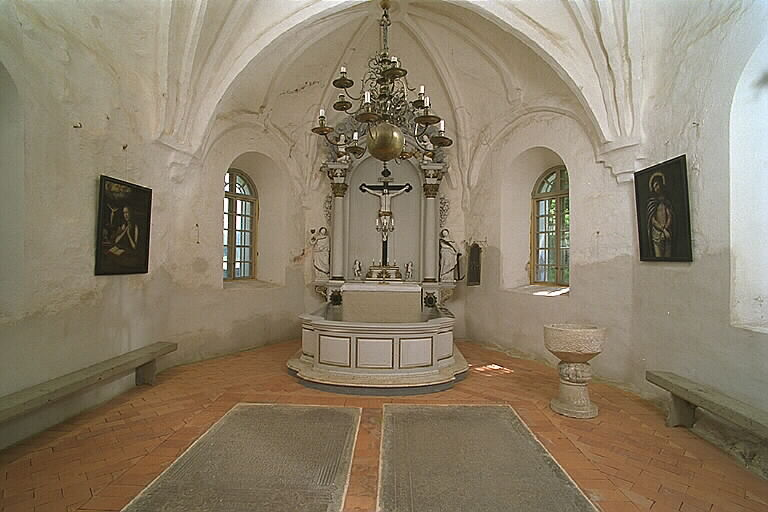
Koret
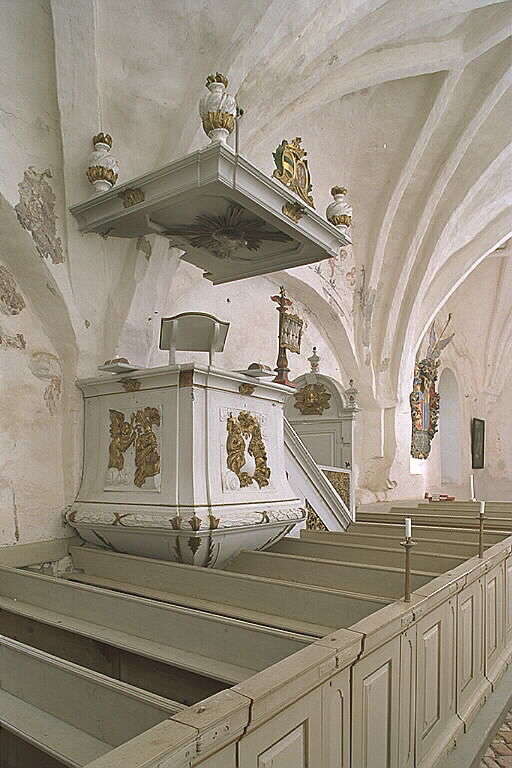
Predikstolen

### Webbkällor
- Information om Arnö kyrka från Svenska kyrkan i Enköping